# Ханс Кристоф Фридрих фон Хаке
Ханс Кристоф Фридрих фон Хаке (на немски: Hans Christoph Friedrich Graf von Hacke; Der „lange Hacke“; * 21 октомври 1699 в Щасфурт в Саксония-Анхалт; † 17 август 1754 в Берлин) е граф от род Хаке, господар в Щасфурт, Пенкун, Петерсхаген, Фрауенхаген и други, кралски пруски генерал-лейтенант и командант на град Берлин. Наричан е „Дългия Хаке“.
Той е единствен син на Ернст Кристоф фон Хаке (1672 – 1713) и съпругата му Мария Доротея фон Хайзен († 1716), дъщеря на Ердман Кристоф Фридрих фон Хайзен. Внук е на Ханс Фридрих фон Хаке (1639 – 1691) и Агнес Сабина фон Волферсдорф († 1693).
Ханс Кристоф фон Хаке отива на 16 години през 1715 г. в двора на крал Фридрих Вилхелм I. Той е висок 1,91 метра и влиза в сухопътния кралски регимент Но. 6. Наричан е „Дългия Хаке“ и на 18 години става знаменосец, на 20 години лейтенант, на 29 години щаб-хауптман.
Той построява през 1737 г. нов градски палат ма мястото на родната му къща в Щасфурт.
Крал Фридрих Вилхелм I уважава службата му и от 1740 г. той става кралски генерал-адютант с голямо влияние. На 28 юли 1740 г. той е издигнат на наследствен граф. С крал Фридрих II участва в превземането на крепостта Прага и във войните в Силезия, Саксония и Бохемия. През 1745 г. той отговаря за защитата на Берлин. През 1747 г. Хаке е повишен на генерал-лейтенант и му е дадено главното наблюдение на кралските строежи в Берлин.
Той е награден с ордена Pour le Mérite и е рицар на Ордена на Черния орел.
Ханс Кристоф Фридрих фон Хаке умира на 17 август 1754 г. в Берлин и е погребан там в гарнизонската църква.

## Фамилия
Ханс Кристоф Фридрих фон Хаке се жени на 9 февруари 1732 г. в Берлин за графиня София Албертина фон Кройц/фон Крайцен (* 1710, Капзитен; † 6 август 1757, Берлин), дъщеря и наследничка на държавния министър граф Еренрайх Богислаус фон Кройц (1670 – 1733) или на Йохан Албрехт фон Крайцен († 1720) и Хелена Доротея фон Тетау (1656 – 1732). Те иммат девет деца:
- Вилхелм Леополд фон Хаке (* 19 март 1733; † 1738)
- София Албертина Елизабет Мария фон Хаке (* 17 май 1734, Берлин; † 16 декември 1755, Берлин), омъжена на 6 август 1754 г. в Берлин за генерал-майор Ханс Кристоф фон Кьонигсмарк (1701 – 1779)
- Вилхелм Хайнрих Фердинанд фон Хаке (* 13 август 1735, Берлин; † 1738)
- Шарлота Катарина фон Хаке (* 10 март 1737; † 1738)
- Кристоф Фридрих фон Хаке (1738 – 1738)
- Фридрих Вилхелм фон Хаке (* 13 юни 1740, Берлин; † 10 февруари 1789, Берлин), женен за Антониета Шарлота фон Лехвалт (* 8 февруари 1748; † 5 май 1823)
- Елизабет София Улрика Амалия фон Хаке (* 20 октомври 1741; † 4 януари 1761), омъжена на 13 февруари 1759 г. за Георг фон Айкщет (* 4 юни 1730; † 25 ноември 1807), президент, директор в Померания
- Сузана Йохана Албертина фон Хаке (* 1743, Берлин; † 19 ноември 1804, Ангермюнде), омъжена на 18 април 1760 г. в	Берлин за генерал Фридрих Вилхелм фон Зайдлиц (1721 – 1773)
- Август Вилхелм фон Хацке (* 18 ноември 1746; † 11 януари 1749)